# 10669 Герфордія
10669 Герфордія (10669 Herfordia) — астероїд головного поясу, відкритий 16 березня 1977 року.
Тіссеранів параметр щодо Юпітера — 3,333.